# 池上学院

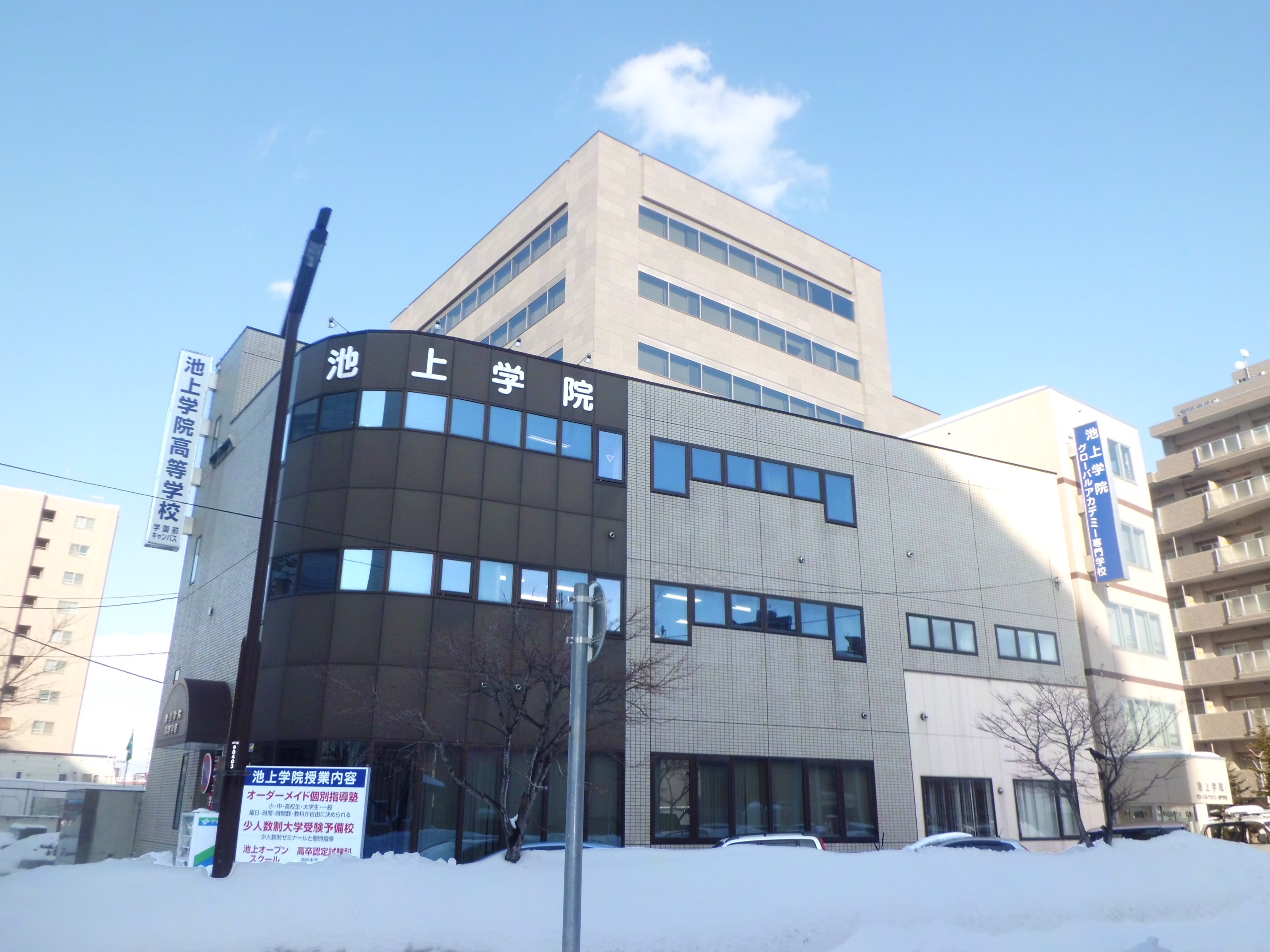
池上学院

池上学院（いけがみがくいん）は、北海道札幌市豊平区にあった、小学生、中学生、高校生・大学浪人生を対象とした学習塾・予備校である。学校法人池上学園が運営している池上学院高等学校とは別法人で、社団法人であった各種学校。

## エピソード
- 講師には同志社大学卒・早稲田大学卒・大阪市立大学卒など高学歴者が多く、特に北海道大学出身者が多かった。
- 学力不足でどの高校にもいけなかった生徒も受け入れて、高校→大学進学の実現にも力を入れていた。
- 寮は男子のみ池上学生会館があり、1ルームタイプのが用意されていた。女子寮はなく提携している共立メンテナンスの学生会館を借りる形式を採っていた。

## 沿革
- 1965年 - 英会話塾「池上イングリッシュクラブ」開校。
- 1985年 - 中学浪人生のための予備校「池上学院」開校。創業者・池上公介が、札幌の城南学院の倒産にともなって投げ出された浪人生を救おうとしたのがきっかけである。
- 1986年 - 「個別指導塾」開設。池上方式と言われる個別指導の授業を展開。
- 1992年 - 池上学院内に「大学受験個別特訓予備校」開設。
- 1998年 - 全日制通信制高校のサポート校「札幌高等学院」開設。
- 1999年 - 全国で初の全日制小・中高等部「池上オープンスクール」開設。
- 同年 - 池上学院内に中途退学者のために「大検コース」開設し、個別指導の徹底を図る。
- 2004年 -「学校法人池上学園 池上学院高等学校」開校。
- 2007年9月 - 東京リーガルマインド（LEC）と提携し、LEC札幌豊平校(提携校)となる。
- 2009年4月 - 札幌テクノパーク専門学校を事業譲渡され、池上学院グローバルアカデミー専門学校として開校。
- 2010年9月 - 東京リーガルマインド（LEC）との提携を終了し、LEC札幌豊平校を廃止する。
- 2013年 - 一般社団法人に移行。
- 2018年3月31日 - 受講生徒数減少に伴い、廃止。法人消滅。施設は、池上学院高等学校学園前キャンパスとして継続使用。

## 教育理念
- 克己（己に克つ心）
- 感謝（ありがとうという気持ち）
- 利他（人を思いやる気持ち）

## 教育方針
- 個性を尊重し、個の能力に適した教育活動の推進。
- 基礎・基本を重視し、わかりやすい授業の展開。
- 社会に貢献できる人間の育成。

## 教育方法
- 生徒のわかるところからスタートして「認め、誉めて、励まし、引き出し、育てる」を池上学院の学習塾としての基礎理念としていた。
- 1986年より、「池上方式」による個別授業を展開していた。
- 受講対象者は主に基礎学力をつけたい生徒に力点を置いていた。

## 著名な教職員
- 池上公介 - 池上学院学院長・池上学園初代理事長
- 池上喜重子 - 池上学院副学院長、池上学園2代理事長
- 板橋政樹 - 元講師、元日本ユーラシア協会北海道連合会事務局長、現在・サハリン研究者、北海道教育大学岩見沢校非常勤講師や酪農学園大学附属とわの森三愛高等学校非常勤講師

## 所在地
- 1965年〜1995年 - 元池上商店敷地内
- 1995年〜2003年9月 - 札幌市豊平区豊平4条3丁目のさんぱちビル
- 2003年9月〜2018年3月 - 北海道札幌市豊平区豊平6条6丁目5-5池上ビル。池上学院高等学校学園前キャンパス、池上学院グローバルアカデミー専門学校が併設されている。

## 他の教育機関との関係
- LECとの提携期間中は、LEC本校で行われている授業を衛星通信によってパソコン画面で視聴していた。授業に関する教材等は配布されるが、LEC書籍の販売は行っていなかった。
- 2003年より札幌予備学院が行う河合塾全統模試などを池上学院内で受講が可能となっていた。2006年からは河合塾札幌校が行う全統模試などを池上学院内で受講が可能となっていた。